# Kruistocht in spijkerbroek (boek)
Kruistocht in spijkerbroek (1973) is een jeugdboek van Thea Beckman over de Duitse kinderkruistocht in 1212, uitgegeven bij Lemniscaat.

## Samenvatting
Rudolf "Dolf" Wega van Amstelveen is een zestienjarige jongen die zich bij een experiment met een tijdmachine (een "materie-transmitter") als vrijwilliger aanmeldt. Hij wil in de middeleeuwen een riddertoernooi in het Franse Montgivray bijwonen waarover hij in een boek heeft gelezen en laat zich hiervoor naar de dertiende eeuw flitsen. Door een foutieve berekening komt hij terecht bij de stad Speyer (Spiers) in Duitsland. Omdat hij niet meer teruggeflitst kan worden, sluit hij zich daar aan bij de kinderkruistocht, die op dat moment toevallig langstrekt, en weet met behulp van zijn twintigste-eeuwse kennis veel kinderen van een zekere ondergang te redden. Deze kruistocht wordt geleid door de herdersjongen Nicolaas, die "door God is uitverkoren" een heilig kinderleger naar Jeruzalem te leiden. Daarom zijn de kinderen onderweg naar Genua, waar Nicolaas de zee zal doen splijten, zoals Mozes dat gedaan had, en de kinderen zullen over de zeebodem naar het Heilige Land trekken, "waar de Saracenen voor hun onschuld zullen vluchten". Daarna zal Carolus, een van de adellijke kinderen, tot koning van Jeruzalem worden gekroond.
Dolf weet Nicolaas, die wordt bijgestaan door de monniken Dom Anselmus en Dom Johannes, te overreden de organisatie anders aan te pakken. Zo voert Dolf een zekere organisatiegraad in, en weet een roodvonkepidemie ('de scharlaken dood') binnen de perken te houden. Hij redt de kinderen in Rottweil van de hongerdood en leidt de harde overtocht over de Alpen in goede banen. Op een gegeven moment maakt en gebruikt hij buskruit om met een list een deel van de kruisvaarders bij de graaf van Scharnitz te bevrijden (buskruit was toen nog niet bekend in Europa).
Het gebruik van die kennis leidt echter ook tot beschuldigingen van hekserij en ketterij. In de middeleeuwen is kritiek op leiderschap over het algemeen ongehoord, alsmede de manier waarop Dolf de kinderen leidt door hen zelf taken te laten kiezen en geen onderscheid te maken tussen adellijke en niet-adellijke kinderen. Bovendien weet Dolf niet om te gaan met religieuze gebruiken van die tijd, loopt heiligdommen voorbij zonder kruis te slaan, en haalt in zijn argumenten de religie op een zeer controversiele wijze aan. Nicolaas ziet Dolf als een bedreiging voor zijn eigen leiderschap en Dom Anselmus wantrouwt de jongen, die net iets te intelligent is en niet in het sprookje over de ontzetting van Jeruzalem wil geloven.  Bovendien wil Anselmus zo snel mogelijk naar Genua terwijl Dolf kortere marsen wil en pauzes om het leger voor of na beproevingen op krachten te laten komen. Anselmus en Dolf worden al snel tegenstanders.
In een volksgericht wordt Dolf door de hulp van zijn vrienden vrijgesproken. Dom Anselmus is duidelijk een onbetrouwbare priester, maar wát er met hem mis is, weet Dolf niet precies.
Wanneer de kinderkruistocht bij Genua is aangekomen biecht Dom Johannes, de tweede monnik, het plan aan Dolf op. Hij heeft berouw gekregen en kan niet aanzien wat er zal gebeuren. Het plan is namelijk dat aan de teleurgestelde kinderen, voor wie de zee uiteraard niet zal splijten, schepen worden aangeboden, die hen "naar het Heilige Land zouden voeren". De ware bestemming is echter de slavenmarkt van Noord-Afrika, waar de kinderen als slaaf zullen worden verkocht. Deze truc is in Frankrijk al een keer met succes uitgehaald. In ruil voor de kinderen, zullen Dom Anselmus en Dom Johannes rijkelijk beloond worden. Om deze reden drong Anselmus op haast aan; hij had immers afspraken met de kapiteins.
Dolf licht de kinderen in en Anselmus wordt ontmaskerd. De kinderen lynchen de nepmonnik. Nu is het de vraag waar ze naartoe moeten. Een stuk of duizend kinderen waaronder de meeste adellijke kinderen, gaan onder leiding van Dom Johannes naar Duitsland terug; de Doge geeft hen zoals beloofd gewapend escorte tot aan Milaan. Maar de meeste kinderen trekken dieper Italië in; na enkele maanden vrijheid te hebben geproefd willen ze niet terug naar het horigenbestaan dat in Duitsland ongetwijfeld op hen wacht. Maar Italië is een schiereiland, een doodlopende weg. Steeds meer kinderen verlaten de nu snel slinkende groep om zich in Toscane of Umbrië te vestigen. Nicolaas is nog steeds formeel leider, bijgestaan door de twee overgebleven adellijke kinderen.
Nog eenmaal redt Dolf de kinderen, dit keer van de graaf van Trasimeno. Deze gijzelt Nicolaas en de twee adellijke kinderen om het leger zo te dwingen voor hem te vechten tegen opstandige boeren en de stad Perugia, die zich beiden tegen de graaf hebben gekeerd. Dolf weet het gros van de kinderen te redden, maar Nicolaas en de twee andere kinderen worden door de graaf omgebracht.
Ten slotte bereikt de groep Bari en Brindisi. Daar ontdekt Dolf dat zijn familie hem zoekt, en hij weet terug te keren naar zijn eigen tijd.

## Anachronismen
In het begin van het verhaal ontmoet Dolf de jonge student Leonardo Fibonacci da Pisa. Dolf redt diens leven als struikrovers hem overvallen. Leonardo heeft in het verhaal ook een ezel bij zich. Ze worden al snel vrienden. Volgens het verhaal leert Dolf Leonardo de Arabische cijfers. Thea Beckman wilde er zo voor zorgen dat Dolf een spoor in de middeleeuwse geschiedenis achter laat. Toch is dit een anachronisme, want de geschiedenis leert dat Fibonacci al eerder over de Arabische cijfers publiceerde.
Verder wordt in het boek over Bolzano gesproken. Deze stad was in 1212 nog volledig Duitstalig en werd pas in 1919 deel van Italie. Bovendien kwamen de kinderen uit de Duitse landen. Het is dus aannemelijker dat men de stad met de Duitstalige naam Bozen aansprak.

## Prijzen
- 1974 · Gouden Griffel[2]
- 1976 · Prix de la Divulgation historique[2]
- 2019 · klassieker van de "geef een boek cadeau"-campagne[3]

## Film
Het boek werd in de loop van 2006 verfilmd door Ben Sombogaart onder de titel Crusade in Jeans, met in de hoofdrollen onder meer Joe Flynn, Stephanie Leonidas, Jan Decleir, Udo Kier en Emily Watson. De première vond plaats op 12 november 2006.

## Musical
Het Nationaal Jeugd Musical Theater maakte een musical van het boek, die van 2008 tot 2010 in de theaters was te zien. In 2018 is de musical opnieuw het theater in gegaan.